# Neustria longobardă
Neustria longobardă a fost, potrivit clasificării geografice din Evul Mediu timpuriu, porțiunea occidentală a Langobardia Major (partea central-nordică a Regatului longobard, fiind desfășurată de la râul Adda până la Alpii Occidentali, învecinându-se cu Austria longobardă. Această împărțire, în vigoare de-a lungul secolului al VII-lea, nu era doar de natură teritorială, ci implica și diferențe culturale și politice semnificative.

## Teritoriul
Neustria longobardă includea ducatele longobarde de la nord-vest de Regatul longobard, dintre care un rol mai proeminent au jucat:
- Ducatul de Pavia (centrul curții regale longobarde)
- Ducatul de Asti
- Ducatul de Torino

## Istoria
Ducatele din Neustria longobardă au fost de departe cele mai loiale dinastiei bavareze de pe tronul Regatului longobard, ele acceptând atât creștinismul de inspirație romano-catolică și o politică consecventă de menținere a status quo-ului în Italia, fără încercări suplimentare de extindere a stăpânirii longobarde pe seama bizantinilor și a papilor de la Roma. Cu toate acestea, în secolul al VIII-lea, larga convertire a longobarzilor la catolicism a făcut ca opoziția dintre Austria și Neustria longobarde să se relativizeze, mulțumită unei reluări a expansiunii în detrimentul posesiunilor bizantine din Italia, odată cu regele Liutprand (rege din anul 712), catolic și totodată originar din Neustria longobardă.
După căderea Regatului longobarzilor în 774, Langobardia Major a trecut integral sub dominația francilor. Totuși, structura sa politico-administrativă a continuat în aceleași forme, deși vechii duci au fost înlocuiți cu conți, atât din rândul francilor cât și din cel al longobarzilor.